# Vrijdag leert praten
Vrijdag leert praten is een hoorspel van Dieter Kühn. Freitag lernt sprechen werd op 23 augustus 1972 door de Westdeutscher Rundfunk uitgezonden. Martin Hartkamp vertaalde het en de NCRV zond het uit op maandag 24 februari 1975 (met een herhaling op donderdag 7 juni 1979). De regisseur was Ab van Eyk. Het hoorspel duurde 48 minuten.

## Rolbezetting
- Hans Karsenbarg (Robinson)
- Ad Fernhout (Vrijdag)

## Inhoud
"Het hoorspel Vrijdag leert praten toont in een speelmodel aan, hoe taal gebruikt kan worden als machtsinstrument. Robinson introduceert Vrijdag in zijn taal, leert hem woorden, uitdrukkingen en zinnen. Hij toont zich daarbij voortdurend superieur op taalgebied; hij geniet van deze superioriteit en speelt ze steeds weer uit tegen Vrijdag, die nauwelijks iets verstaat. Robinson kiest uit, wat hij Vrijdag aan woorden en zinnen wil bijbrengen: Vrijdag mag zich niet leren bevrijden door de taal. Robinson zal dus met hem een taal inoefenen, die de machtsverhouding op het eiland niet in twijfel trekt of teniet kan doen. Sociale voorwaarden van taalvormen komen aan het licht, alsook taalbeheersing die politieke macht is, een taalonderricht dat vooraf reeds vastlegt hoeveel realiteit de leerling later kan opnemen, wat hij überhaupt aan maatschappelijke realiteit opneemt. Dit alles wordt niet droog-didactisch voorgeschoteld, maar als een kleurrijke komedie: de luisteraar wordt bewust gemaakt, maar het luistergenoegen ontbreekt niet." (Dieter Kühn)